# Ilo Lympia
Albums de Camille
Ilo Veyou
(2011) OUÏ
(2017)
Ilo Lympia  est le deuxième album  live de Camille, sorti le 4 février 2013. L'enregistrement a été effectué le 24 octobre 2012 à l’Olympia Bruno Coquatrix.
Le titre Ilo Lympia fait référence à l'album studio précédent Ilo Veyou.
C'est aussi sous ce titre que le concert est commercialisé en DVD et en Blu-ray.

## Titres
Le DVD ou Blu-ray comprend les chansons suivantes (le CD comprend les mêmes chansons sauf Que je t'aime) :
| No  | Titre                                                                       | Durée |
| --- | --------------------------------------------------------------------------- | ----- |
| 1.  | Aujourd'hui                                                                 |       |
| 2.  | Le Berger                                                                   |       |
| 3.  | L'Étourderie                                                                |       |
| 4.  | Ilo Veyou                                                                   |       |
| 5.  | She Was                                                                     |       |
| 6.  | Mars Is No Funs                                                             |       |
| 7.  | Bubble Lady (Camille Dalmay / Camille Dalmay, Clément Ducol)                |       |
| 8.  | Shower                                                                      |       |
| 9.  | Message                                                                     |       |
| 10. | La France                                                                   |       |
| 11. | Allez allez allez                                                           |       |
| 12. | Ta douleur                                                                  |       |
| 13. | Janine                                                                      |       |
| 14. | Paris (Camille Dalmay / Camille Dalmay, Sébastien Martel)                   |       |
| 15. | Cats and Dogs (Camille Dalmay / Camille Dalmay, Matthew Ker)                |       |
| 16. | Pâle Septembre                                                              |       |
| 17. | Au Port                                                                     |       |
| 18. | My Man Is Married But not Me (Camille Dalmay / Camille Dalmay, Matthew Ker) |       |
| 19. | Wet Boy (Camille Dalmay / Camille Dalmay, Clément Ducol)                    |       |
| 20. | Le Banquet                                                                  |       |
| 21. | Tout dit                                                                    |       |
| 22. | Que je t’aime (Jean Renard / Gilles Thibaut)                                |       |
| 23. | Mon premier Olympia                                                         |       |

Toutes les chansons sont de Camille Dalmais sauf indication contraire.

## Musiciens
- Camille : chant, piano
- Clément Ducol : guitare, piano
- Martin Gamet : contrebasse, batterie
- Christelle Lassort : violon, piano